# Ernst Smigelski
Ernst Smigelski   (Nysa, 16 de febrer de 1881 - Leipzig, 5 de desembre de 1950), nom complet Ernst Richard Smigelski, també Smigelski-Atmer, fou un compositor alemany del Romanticisme.

## Biografia
Va estudiar teologia a Roma i va passar deu anys com a monjo a una congregació salvatoriana. Després va penjar els hàbits i va decidir dedicar-se a la música. Va estudiar al Conservatori de Leipzig amb Max Reger i Stephan Krehl. Durant la Primera Guerra Mundial, va treballar com a director d'orquestra a Vílnius, llavors ocupada per les tropes alemanyes. Després va tornar a Leipzig, va treballar com a periodista musical als diaris de la ciutat. Des del 1923 fins al final de la seva vida va ensenyar disciplines teòriques i llengua italiana al Conservatori de Leipzig; va deixar una col·lecció d'autògrafs musicals en postals amb retrats.
Va escriure l'opereta Die Königin vom Naschmarkt (1924) i una sèrie de composicions orquestrals i vocals. És autor de la novel·la Einer von den Vielen (1912) i del llibre Aus dem Tagebuch eines römischen Prieters (1909), basat en experiències monàstiques juvenils ; també va publicar el popular pamflet "Què en saps de Mozart?", alemany: Was weißt Du von Mozart? (1931).